# Ofensiva sobre o Crescente Petrolífero (janeiro de 2016)
A Ofensiva sobre o Crescente Petrolífero ocorreu de 4 a 6 de janeiro de 2016 durante a Segunda Guerra Civil Líbia.

## Prelúdio
Localizada no Golfo de Sidra, a região chamada de "Crescente Petrolífero" concentra a grande maioria dos terminais de petróleo da Líbia. Desde 2013 a região era controlada pelos Guardas das Instalações Petrolíferas, um grupo armado que havia reconhecido o governo de Tobruk, e posteriormente o Governo de União Nacional.
Por seu lado, a organização jihadista Estado Islâmico controlava, desde junho de 2015, a cidade de Sirte, localizada a oeste do Crescente Petrolífero. No início de janeiro, o Estado Islâmico também recebe a fidelidade dos combatentes presentes em Ajdabiya.

## Desenvolvimento
Em 4 de janeiro de 2016, o Estado Islâmico lançou uma ofensiva a partir da cidade de Sirte contra a região do Crescente Petrolífero. A primeira cidade atacada é Ben Jawad, que é rapidamente invadida. Então, no mesmo dia, combatentes com ao menos uma dezena de veículos atacam pelo sul as cidades e os terminais petrolíferos de Ras Lanouf e al-Sidra. Pelo menos um suicida se explodiu com um carro-bomba. O Coronel Bashir Boudhfira, do Governo da Unidade Nacional, declarou que dois de seus soldados foram mortos, porém os atacantes não conseguiram adentrar na  cidade de Ras Lanouf. Quatro reservatórios de petróleo também foram incendiados.
Em 5 de janeiro, os combates continuaram em uma área a 20 quilômetros a sudoeste de al-Sidra. Sete Guardas das Instalações Petrolíferas são mortos de acordo com um dos seus porta-vozes, Ali al-Hassi. Os Guardas também passaram a receber apoio aéreo da aviação baseada em Misrata.
Os ataques dos jihadistas são finalmente repelidos. No entanto, em 7 de janeiro, o Estado Islâmico realiza um ataque suicida com carro-bomba em uma entrada da cidade de Ras Lanouf, que causa a morte de seis pessoas.

## Baixas
Segundo Ali al-Hassi, um dos porta-vozes dos Guardas das Instalações Petrolíferas, dez membros do grupo morreram nos combates de 4 a 6 de janeiro.

## Consequência
Em 10 de janeiro de 2016, membros do Estado Islâmico conduzem uma incursão com três embarcações contra o porto de Zueitina. No entanto, os Guardas das Instalações Petrolíferas os localizam, antes que possam atracar uma das embarcações. As outras duas recuam antes regressar para rebocar a terceira e empreender a fuga.
Na Batalha de Sirte, os Guardas das Instalações Petrolíferas, depois de se unirem ao Governo de União Nacional, atacaram a leste de Sirte e tomaram as cidades de Ben Jawad, em 30 de maio de 2016, e a cidade de Nofalia, em 31 de maio de 2016. Os confrontos matam cinco pessoas e ferem dezoito em Ben Jawad, enquanto Nofalia é recuperada sem nenhuma baixa de acordo com o Governo de União Nacional.